# Pauline Newsome
Pauline Newsome, född 1825, död 1904, var en tysk-brittisk cirkusartist.
Hon var född i Tyskland och från 1844 verksam i Storbritannien. Hon gifte sig 1846 med den brittiska cirkusartisten James Newscome. Paret uppträdde tillsammans och var för sig som akrobater till häst. De bedrev fram till 1889 en av de största cirkusarna i Storbritannien, under 1880-talet fyra stycken. 